# Prochromadorella septempapillata
Prochromadorella septempapillata is een rondwormensoort uit de familie van de Chromadoridae. De wetenschappelijke naam van de soort is voor het eerst geldig gepubliceerd in 1973 door Platt.